# Болото Петро Осипович
Болото Петро Осипович (22 червня 1909, Байдівка — 9 жовтня 1966, Гірське) — учасник німецько-радянської війни 1941-1945 років, Герой Радянського Союзу. Народився 22 червня 1909 року в селі Байдівка (нині Старобільського району Луганської області, Україна) в родині українського селянина. До початку німецько-радянської війни працював гірничим майстром на шахті 1-2 «Гірська».
З 1941 року — радянський військовик. Учасник Сталінградської битви, перший номер розрахунку протитанкової рушниці 84-го гвардійського стрілецького полку 33-ї гвардійської стрілецької дивізії 62-ї армії Сталінградського фронту.
Згідно з повідомленням, опублікованим у газеті «Червона Зірка» (число за 13 серпня 1942 року), Петро Болото та троє інших радянських військових провели успішний бій на пагорбі в районі станиці Клєтська. За наведеними у газеті даними, військовики змусили розвернутися близько 15 танків, а також підбили п'ятнадцять машин. Зіткнення військовиків із бронетехнікою джерело пояснює так:
|  | В районі Клєтської, на одній із ділянок фронту, група німецьких танків і броньовиків прорвалась у наше [радянських військ] розташування. Два розрахунки гвардійців-бронебійників залягли на пагорбі. Вони не отримували наказу відійти і залишалися на рубежі, допоки не були відрізані від своєї частини. Оригінальний текст (рос.) В районе Клетской, на одном из участков фронта, группа немецких танков и броневиков прорвалась в наше расположение. Два расчета гвардейцев-бронебойщиков залегли на холмике. Они не получали приказа отойти и оставались на рубеже, пока не были отрезаны от своей части. |

Удостоєний звання Героя Радянського Союзу із врученням ордена Леніна і медалі «Золота Зірка» (Указ Президії Верховної Ради СРСР від 5 листопада 1942 року).
Після завершення Сталінградської битви брав участь у просуванні Червоної Армії на захід, зокрема у боях за українські та білоруські терени. Учасник штурму Берліна.
Гвардії старший лейтенант Петро Болото звільнився в запас у 1948 році. Мешкав у місті Гірське, нині Луганська область.
Помер 9 жовтня 1966 року. На честь Петра Болота на будівлі школи в селі Байдівка встановлено меморіальну дошку. Ім’я військовика також викарбувано на обеліску героїв німецько-радянської війни у місті Луганську.